# ランチア・アプリリア
アプリリア（Aprilia ）は､イタリアの自動車メーカー・ランチアが1937年から1949年まで生産した小型乗用車である。

## 概要
創業者で天才的なエンジニアであったヴィンチェンツォ・ランチアが死去したのが1937年2月、正にその月に生産開始されたアプリリアは、彼の遺作にふさわしく、革新的な技術が惜しげなく採用された、時流に大きく先んじた乗用車であった。
車体はこの当時としては最先端のフル・モノコック構造であり、それでいながら、当時のイタリア製4ドアセダンで流行していた、観音開きでセンターピラーのないピラーレス構造を実現していた。カロッツェリア・ピニンファリーナの創業者、バッティスタ・ファリーナとトリノ工科大学 の協力を得て風洞実験を使ってデザインされた最初期の自動車の一つであり、空気抵抗係数(Cd)は0.47と、第二次世界大戦前の市販型乗用車としては極めて優れた値を記録した。
サスペンションは1922年登場のラムダ以来のスライディングピラー式前輪独立サスペンションに加え、後輪もスウィングアクスル式の独立となった。エンジンもラムダ以来の狭角V型4気筒で、シリンダーヘッドもラムダ等を踏襲した独自のSOHC構造となっていた。
イタリアでは高級小型車という扱いであったが、保守的な設計の車が多いイギリスなどではスポーツサルーンとしてマニア層に愛好された。なお、当時のイタリア製高級車の伝統でステアリングは右側につくのが標準で、左ハンドルは右側通行の国でもオプション扱いであった。

## モデルの変遷
初期型は形式名238と呼ばれ、エンジンは1,352cc47馬力で、1937年から1939年まで10,354台が生産された。1939年にはエンジンが1,486cc48馬力に拡大され、形式名438となり、1949年までに9,728台が生産された。また、デラックス版の「ルッソ」（Lusso ）、ロングホイールベース版の「ルンゴ」（Lungo ）も、第二次世界大戦の敗戦後の1946年以降、1949年までに706台が作られた。またカロッツェリアが一品製作のスペシャルボディを載せるためのシャシーが7,554台作られ、ピニンファリーナの戦前の代表作となった「ベルリネッタ・アエロディナミーカ」をはじめ、ヴィニアーレ、トゥーリング・ベルトーネなどが様々な車体を架装した。フランスでも約700台が生産された。1949年10月、後継車のアウレリアの登場を前に生産は打ち切られた。

## 日本への輸入
アプリリア発売当時の日本はムッソリーニ支配下のイタリアと同盟関係にあったので、イタリア車の輸入は比較的多く、アプリリアも数台が輸入され、第二次世界大戦の敗戦後も1950年代末頃まで何台かは生き残った。一台はオープンボディで、廃車後そのエンジンはオートレース用のマシンに搭載されたと伝えられている。